# Tovah Feldshuh
Tovah Feldshuh, Terri Sue Feldshuh, född 27 december 1952 i New York, är en amerikansk skådespelare.

## Biografi
Tovah Feldshuh har blivit nominerad för en Tony Award fyra gånger, senast 2004 som bästa skådespelerska för sin roll som Golda Meir i Golda's Balcony.

## Filmografi (urval)
- 1978 – Förintelsen (TV-serie) (4 avsnitt)
- 1984 – Airwolf (TV-serie) (1 avsnitt)
- 1984 – Kärlek ombord (TV-serie) (1 avsnitt)
- 1985 – Brewsters miljoner
- 1985 – Silver Bullet
- 1987 – Lagens änglar (TV-serie) (2 avsnitt)
- 1988 – The Blue Iguana
- 1991–2007 – I lagens namn (TV-serie) (13 avsnitt)
- 1992 – Citizen Cohn
- 1997 – Hudson River Blues
- 1998 – Fyra kvinnor (TV-serie) (1 avsnitt)
- 1999 – A Walk on the Moon
- 2001 – Kissing Jessica Stein
- 2005 – Alchemy
- 2006 – O Jerusalem
- 2006–2007 – Jordan, rättsläkare (TV-serie) (3 avsnitt)
- 2006 – Just My Luck
- 2006 – Lady in the Water
- 2010 – Ugly Betty (TV-serie) (1 avsnitt)
- 2011 – Law & Order: Criminal Intent (TV-serie) (1 avsnitt)
- 2015 – Blue Bloods (TV-serie) (1 avsnitt)
- 2015–2016 – The Walking Dead (TV-serie) (11 avsnitt)
- 2019 – Bull (TV-serie) (1 avsnitt)
- 2025 – Tuner

## Teater

### Roller
| År   | Roll             | Produktion                                  | Regi         | Teater                        |
| ---- | ---------------- | ------------------------------------------- | ------------ | ----------------------------- |
| 1973 | Försäljare Nunna | Cyrano Michael J. Lewis och Anthony Burgess | Michael Kidd | Palace Theatre, New York, USA |